# 手取川之戰
手取川之戰是日本在1577年（天正5年）9月23日（新曆11月3日），上杉軍與織田軍在加賀國手取川的戰鬥。最後上杉軍在此戰役中取得勝利，但是此戰的存在與否有很大的爭議。

## 前端
1576年，越後國上杉謙信率上杉軍2萬入侵能登國畠山氏領地。並包圍七尾城。但因為七尾城是北陸首屈一指的堅城，戰爭擴大到隔年。
天正5年（1577年），由於關東的北条氏政攻勢強勁，收到關東諸將救援要請的謙信，退兵返回春日山城。同年5月、畠山軍收復前一年遭上杉軍佔領的富木、熊木兩城砦，7月18日，長綱連進攻穴水城，上杉家派重臣能登甲山城的平子和泉、轡田肥後、唐人式部救援，長連龍率水軍迎擊，並在乙ヶ崎合戰獲得大勝，轡田肥後、唐人式部、板倉傳右衛門（後於大聖寺城被討死）乘船逃入穴水城。但不久長綱連包圍穴水城，上杉謙信於是決意於同年閏7月再度進攻能登侵攻。

### 緒戰
畠山氏當時由長續連、長綱連掌握實權，派長連龍至安土城向織田氏請求援軍。織田軍派出柴田勝家率領丹羽長秀、瀧川一益、羽柴秀吉、齋藤利治、氏家直昌、稻葉良通、安藤守就、不破光治、前田利家、佐佐成政、原長賴、金森長近、長谷川秀一、德山則秀、堀秀政及若狹眾等四萬大軍往援。不過織田援軍抵達前，親上杉派遊佐續光、溫井景隆等將領發動叛變，七尾城被攻陷，長氏一族包括續連、綱連、則直、連常、連盛等14人被誅殺殆盡。
而在往援途中，柴田勝家率織田軍越過梯川・手取川，於小松村、本折村、阿多賀（能美郡）、富樫（石川郡）等地區放火。但行軍到水島(加賀郡)時，織田家部將羽柴秀吉（後來的豐臣秀吉）和柴田勝家爆發強烈衝突，羽柴秀吉自行率軍撤離。
得知織田軍接近，謙信率軍從七尾城出擊，進入手取川附近的松任城（加賀郡），而柴田勝家率全軍渡過手取川後，得知七尾城陷落及謙信軍進入松任城等消息，隨即下達撤退命令，途中謙信率上杉軍追擊（9月23日夜）。結果、織田軍的鯰江貞利等1000餘人戰死，還有多數人員在手取川溺死。但長氏家譜的紀錄中，上杉軍只殺死在水島留守的織田軍數十人。

## 爭議
按照《歷代古案》的信件記錄，是上杉謙信自稱織田軍在獲知上杉謙信攻陷七尾城後，織田信長旋即撤軍南返，但在渡過手取川時，上杉謙信領軍追至，由後方突襲，加上正逢下雨川水暴漲，造成織田軍死傷近一千人，上杉軍勝利。不過織田家的戰死者主要是過河時被大水淹死的。加上戰後加賀一向宗群起支援上杉謙信，使上杉家勢力擴至加賀國。
就本次戰鬥有一首歌唱到“織田和上杉相遇在手取川，謙信忙著砍信長忙著逃窜”，但是這是近世的創作。確實記載手取川之戰的資料只有上杉謙信一封與家臣的通信，但信中可疑之處甚多，包含時間點錯誤，數次將信長稱作信玄等疑點。
在織田方資料如《信長公記》中全無紀錄，信長公記只有柴田勝家率領丹羽長秀、瀧川一益、羽柴秀吉、齋藤長龍、前田利家、佐佐成政、原長賴、金森長近、安藤守就等進軍加賀的紀錄，能登方的長家家譜也沒有這場戰事的紀錄，因而此戰的存在與否及規模大小，仍有許多爭議處。井上銳夫的《一向一揆の研究》（吉川弘文館）中认为天正5年9月14日織田軍嘉獎狀中記錄了織田軍在手取川近處粟津口的勝利。
而且在一些史料中其實並未提及織田家跟上杉家的這一戰，大致分析如下：
《北越太平記》：上杉謙信攻下能登穴水城後，進攻加賀小松時，織田信長跟柴田勝家率軍来援，兩軍隔川對峙，上杉謙信派鬼小島彌太郎去下戰書，織田信連夜撤軍，上杉謙信嘲笑信長膽怯。
《日本外史》：上杉謙信攻下能登穴水城后，進攻加賀小松，織田信長派柴田勝家援救，雙方於石動橋一带隔十里結陣對峙，上杉軍派人約定明天交戰，結果織田軍連夜撤退，上杉謙信嘲笑信長，信長卑微地去信上杉謙信。
《謙信一代记》：稱天正五年三月，上杉謙信攻打加賀松任城，織田信長率軍四五萬人赴援。但當謙信本軍逼近時，信長乘夜逃跑（不及一戰其夜皆逃散），沒有發生交戰。在該年九月， 上杉謙信遣使信長，相告以翌年三月决戰於越前。織田信長返答，不敢與謙信相戰，只敢求和。
加賀藩史料中的《前田安太夫記》：上杉謙信进攻加賀，織田軍的松任城被攻下。
《享祿以来年代記》：稱天正五年十月，上杉謙信攻打加賀松任城，織田信長派遣柴田勝家、丹羽長秀、前田利家等四萬八千人赴援。謙信聞之，疾拔松任城，城主死之。並未提到之後兩軍戰於手取川。
加賀藩史料中的《菅家見聞錄》：上杉謙信進攻加賀松任城，織田信長派柴田勝家等人前去救援，但松任城先失陷，所以織田信長讓柴田勝家等人在越前布防。
《長家家譜》：織田家為救七尾城，派兵北上，在布陣於加賀水島時，聽說上杉謙信攻入松任城，所以諸將商議後决定撤軍，長連龍向織田信長請求要報父兄之仇
《越登賀三州志》：上杉謙信攻擊七尾城時，織田信長派柴田勝家率軍救援，在布陣加賀水島時得知城陷，且長續連父子身亡，秀吉軍率先回歸安土。
《常山記談》：上杉謙信攻擊七尾城，織田信長派柴田勝家等救援，布陣加賀水島時，到織田信長親自跟他們會合後，聽說松任城失陷，認為合戰已無益，就率軍撤退。